# 沖縄県道130号線
沖縄県道130号線（おきなわけんどう130ごうせん）は沖縄県中頭郡北谷町北谷と北中城村瑞慶覧とを結ぶ一般県道。

## 概要

### 区間
- 起点：中頭郡北谷町字北谷（国道58号）
- 終点：中頭郡北中城村字瑞慶覧（国道330号）
- 総延長：1.64km（実延長も同じ）

### 通過自治体
- 中頭郡北谷町－中頭郡北中城村

### 交差する路線
- 国道58号（起点）
- 国道330号（終点）

### 主要施設
- 米軍キャンプ・フォスター（ほぼ全線）

### 路線バス
- 96番・北谷～イオンモール線(沖縄バス)全区間

## 歴史・特徴
- 1953年（昭和28年）に軍道130号線として指定。1972年（昭和47年）の本土復帰と同時に県道130号線となる。
- この道路はほぼ全線にわたって、米軍基地キャンプ・フォスターに面している（終点の一部を除く）。ちなみに起点の国道58号の西側も旧ハンビー飛行場で米軍基地だった。また全線4車線で制限速度50km/hとなっており、国道58号と330号の両幹線道路を支えている。